# David Boman
Karl David Ansgarius Boman, född den 2 februari 1888 i Mörlunda, Kalmar län, död den 10 december 1956 på Ekerö, Stockholms län, var en svensk lantbrukare, och riksdagspolitiker för Bondeförbundet. Han var ledamot av riksdagens andra kammare 1945-1952, invald i Stockholms läns valkrets.
David Boman var arrendator av jordbruket på godset Stafsund på Ekerö utanför Stockholm.